# 李仙風
李仙風（1589年—1641年），字龍門，陝西西安府高陵縣人，明朝政治人物。

## 生平
李仙風是萬曆二十三年進士李仙品的弟弟，萬曆四十三年（1615年）中舉人，崇禎元年（1628年）成進士，獲授山西太原府推官。歷官昌平道僉事，崇禎十二年（1639年）二月，由山西參政升任河南巡撫，正值流寇侵略，他一上任就招撫；又抵擋湯陰西山的山賊，守住城池。崇禎十四年（1611年）李自成陷洛陽，導致福王朱常洵遇害，被革職，他在公署懸樑自盡。

## 引用
1. 1 2  光緒《高陵縣續志·卷五·人物傳上》：李仙風，字龍門，仙品弟，崇貞戊辰進士。巡撫河南，值流寇披猖，州邑殘毀，甫下車百方招撫；湯陰西山賊蜂起，躬履行陣勦滅之，城得不陷。 《河南通志》 補。
2. ↑  光緒《高陵縣續志·卷六·科貢間傳》：（萬曆）乙卯科（舉人）……李仙風 見進士